# وارف
وارف (به انگلیسی: Wharf) شرکت خوشه‌ای هنگ کنگی است، که در زمینه ارائه خدمات لجستیکی و کشتیرانی، مخابرات، دسترسی به اینترنت، فناوری اطلاعات و تلویزیون پولی، سرمایه‌گذاری و توسعه املاک و مستغلات فعالیت می‌کند.
شرکت وارف در سال ۱۸۸۶ راه‌اندازی شد. دفتر مرکزی این شرکت در هنگ کنگ قرار دارد و سهام آن در بازار بورس اوراق بهادار هنگ کنگ معامله می‌شد.